# 탁하현
탁하현(베트남어: Huyện Thạch Hà / 縣石河)은 베트남 북중부 지방 하띤성의 현이다.

## 행정 구역
탁하현은 1시진, 9사를 관할하고 있다.

### 시진
- 탁하 시진 (Thị trấn Thạch Hà, 石河市鎭)

### 사
- 딘반 사 (Xã Đỉnh Bàn, 頂畔社)
- 르우빈선 사 (Xã Lưu Vĩnh Sơn, 留永山社)
- 남디엔 사 (Xã Nam Điền, 南田社)
- 응옥선 사 (Xã Ngọc Sơn, 玉山社)
- 떤럼흐엉 사 (Xã Tân Lâm Hương, 新林香社)
- 탁다이 사 (Xã Thạch Đài, 石台社)
- 탁하이 사 (Xã Thạch Hải, 石海社)
- 탁호이 사 (Xã Thạch Hội, 石會社)
- 탁껜 사 (Xã Thạch Kênh, 石涇社)
- 탁케 사 (Xã Thạch Khê, 石溪社)
- 탁락 사 (Xã Thạch Lạc, 石樂社)
- 탁리엔 사 (Xã Thạch Liên, 石連社)
- 탁롱 사 (Xã Thạch Long, 石隆社)
- 탁응옥 사 (Xã Thạch Ngọc, 石玉社)
- 탁선 사 (Xã Thạch Sơn, 石山社)
- 탁탕 사 (Xã Thạch Thắng, 石勝社)
- 탁찌 사 (Xã Thạch Trị, 石治社)
- 탁반 사 (Xã Thạch Văn, 石文社)
- 탁쑤언 사 (Xã Thạch Xuân, 石春社)
- 뜨엉선 사 (Xã Tượng Sơn, 象山社)
- 비엣띠엔 사 (Xã Việt Tiến, 越進社)